# Carly Pope

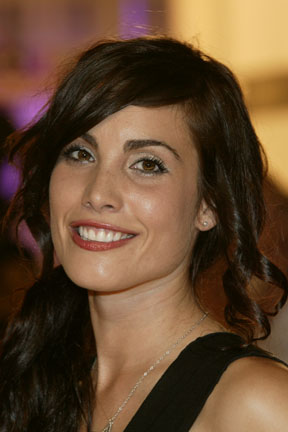
Carly Pope (2007)

Carly Pope (* 28. August 1980 in Vancouver, British Columbia) ist eine kanadisch-italienische Schauspielerin.

## Biografie
Carly Popes Vater ist englischer und polnischer Abstammung, ihre Mutter italienischer. Pope besitzt auch die italienische Staatsbürgerschaft. Ihre Leidenschaft für das Schauspiel begann bereits während ihrer Schulzeit an der Lord Byng High School in Vancouver, wo sie in Bühnen-Klassikern wie The Odd Couple die Mickey verkörperte und in Ein Sommernachtstraum die Elfenkönigin Titania spielte. Sie spricht fließend Italienisch, Spanisch und Französisch und interessiert sich für Sprachen und Literatur.
Nachdem sie im Theater Erfahrungen gesammelt hatte, setzte sie ihre Karriere mit Rollen in Fernsehserien und Filmen fort, z. B. Dich kriegen wir auch noch und Night Man. Als Hollywood-Produzenten mehr und mehr in Kanada nach neuen Gesichtern Ausschau hielten, entdeckten sie Pope und ihre Hollywood-Karriere begann. Während sie ihre Zeit zwischen Los Angeles und Vancouver aufteilte, besuchte sie für ein Semester die dortige University of British Columbia. Mit der Schlüsselrolle der Sam McPherson in der Fernsehserie Popular gelangte Pope auch in den USA ins Blickfeld einer weiten Öffentlichkeit, so war sie bei den Teen Choice Awards 2000 als Beste TV-Darstellerin („TV – Choice Actress“) nominiert. Nachdem sie 2000 eine Heroinsüchtige in Wenn Mutterliebe zur Hölle wird darstellte, spielte sie neben Leelee Sobieski in The Glass House, sowie in Finder’s Fee von Jeff Probst und in Nix wie raus aus Orange County. Weiter Auftritte in Fernsehserien wie The Collector, Dirt und 24 folgten. Ab 2016 war Pope für mehrere Folgen in den beiden US-Serien Suits und Arrow zu sehen. In Pretty Little Liars: Original Sin gehörte sie ab 2022 zur Nebenbesetzung.
Pope ist seit 2021 mit dem Schauspieler David Lyons verheiratet, das Paar hat ein Kind. Ihr älterer Bruder Kris Pope ist ebenfalls als Schauspieler tätig, so sie spielten gemeinsam im Horrorfilm Yeti – Das Schneemonster von 2008.

## Filmografie
- 1996: A Girl’s Guide to Kissing and Other Nightmares in Teenland (Kurzfilm)
- 1998: Ein Direktor räumt auf (Principal Takes a Holiday, Fernsehfilm)
- 1998: Der Mörder wartet schon (I’ve Been Waiting for You, Fernsehfilm)
- 1998: Dich kriegen wir auch noch! (Disturbing Behavior)
- 1998: Night Man (Fernsehserie, eine Folge)
- 1999: Unantastbar – Unsere ehrwürdigen Söhne (Our Guys: Outrage at Glen Ridge, Fernsehfilm)
- 1999: Aliens im wilden Westen (Aliens in the Wild, Wild West)
- 1999: Eiszeit – Ein Ehekrieg mit Folgen (A Cooler Climate, Fernsehfilm)
- 1999–2001: Popular (Fernsehserie, 43 Folgen)
- 2000: Wenn Mutterliebe zur Hölle wird (Trapped in a Purple Haze, Fernsehfilm)
- 2000: Schneefrei (Snow Day)
- 2001: Bloody Numbers – Alles auf eine Karte (Finder’s Fee)
- 2001: The Glass House
- 2002: Nix wie raus aus Orange County (Orange County)
- 2002: Various Positions
- 2002–2003: Kim Possible (Fernsehserie, 2 Folgen, Stimme)
- 2003: 1st to Die (Fernsehfilm)
- 2003: Hemingway vs. Callaghan (Fernsehfilm)
- 2003: Nemesis Game
- 2003: The Second Chance – Wie du mir, so ich dir (This Time Around, Fernsehfilm)
- 2003: Jake 2.0 (Fernsehserie, eine Folge)
- 2003: Mann heiratet nur zweimal (Double Bill, Fernsehfilm)
- 2004: White Coats – Die Chaos Doktoren! (Intern Academy)
- 2004: Everyone
- 2004: The Mountain (Fernsehserie, eine Folge)
- 2004: The Ranch (Fernsehfilm)
- 2004–2005: The Collector (Fernsehserie, 16 Folgen)
- 2005: Young Blades (Fernsehserie, eine Folge)
- 2005: Window Theory
- 2005: Tru Calling – Schicksal reloaded! (Tru Calling, Fernsehserie, eine Folge)
- 2005: Sandra Gets Dumped (Kurzfilm)
- 2005: The Hamster Cage
- 2005: The French Guy
- 2005: Eighteen
- 2005: Das schnelle Geld (Two for the Money)
- 2005: Break a Leg, Rosie (Kurzfilm)
- 2005: Sandra Goes to Whistler (Kurzfilm)
- 2005: Recipe for a Perfect Christmas (Fernsehfilm)
- 2006: 10.5 – Apokalypse (10.5: Apocalypse, Fernsehfilm)
- 2006: The Evidence (Fernsehserie, eine Folge)
- 2007: 4400 – Die Rückkehrer (The 4400, Fernsehserie, eine Folge)
- 2007: Die Geheimnisse von Whistler (Whistler, Fernsehserie, 2 Folgen)
- 2007: Young People Fucking
- 2007: Itty Bitty Titty Committee
- 2007: Beneath
- 2007: Dirt (Fernsehserie, 6 Folgen)
- 2008: Robson Arms (Fernsehserie, eine Folge)
- 2008: Yeti – Das Schneemonster (Yeti: Curse of the Snow Demon, Fernsehfilm)
- 2008: Say Goodnight
- 2008: Edison & Leo (Stimme)
- 2008: Toronto Stories
- 2008: 24: Redemption (Fernsehfilm)
- 2008: Californication (Fernsehserie, 2 Folgen)
- 2009: 24 (Fernsehserie, 5 Folgen)
- 2009: Life Is Hot in Cracktown
- 2009: Stuntmen
- 2010: Day One (Fernsehfilm)
- 2010: sexting (Kurzfilm)
- 2010: Outlaw (Fernsehserie, 8 Folgen)
- 2011: S.W.A.T.: Firefight
- 2011: Textuality
- 2012: Man and Woman (Kurzfilm)
- 2013: Concrete Blondes
- 2013: Motive (Fernsehserie, eine Folge)
- 2013: Elysium
- 2013: Thrill to kill
- 2013: Played (Fernsehserie, 4 Folgen)
- 2013–2014: The Tomorrow People (Fernsehserie, 6 Folgen)
- 2014: This Last Lonely Place
- 2014: Rush (Fernsehserie, eine Folge)
- 2014: Republic of Doyle – Einsatz für zwei (Republic of Doyle, Fernsehserie, 5 Folgen)
- 2015: Lost Boy (Fernsehfilm)
- 2016: Game of Silence (Fernsehserie, 2 Folgen)
- 2016–2017: Suits (Fernsehserie, 11 Folgen)
- 2016–2017: Arrow (Fernsehserie, 10 Folgen)
- 2017: Rakka (Kurzfilm)
- 2017: Cooking with Bill (Miniserie, 4 Folgen)
- 2018: Blindspot (Fernsehserie, eine Folge)
- 2018: Do Unto Others
- 2019: Double Holiday (Fernsehfilm)
- 2020: The Lost Husband
- 2020: The Good Doctor (Fernsehserie, 2 Folgen)
- 2021: Demonic
- 2022: Easter Sunday
- 2022: Quantum Leap – Zurück in die Vergangenheit (Quantum Leap, Fernsehserie, 2 Folgen)
- 2022: The Mental State – Unter Verdacht (The Mental State)
- 2022–2024: Pretty Little Liars: Original Sin (Fernsehserie, neun Folgen)